# Aith Voe (East Mainland)

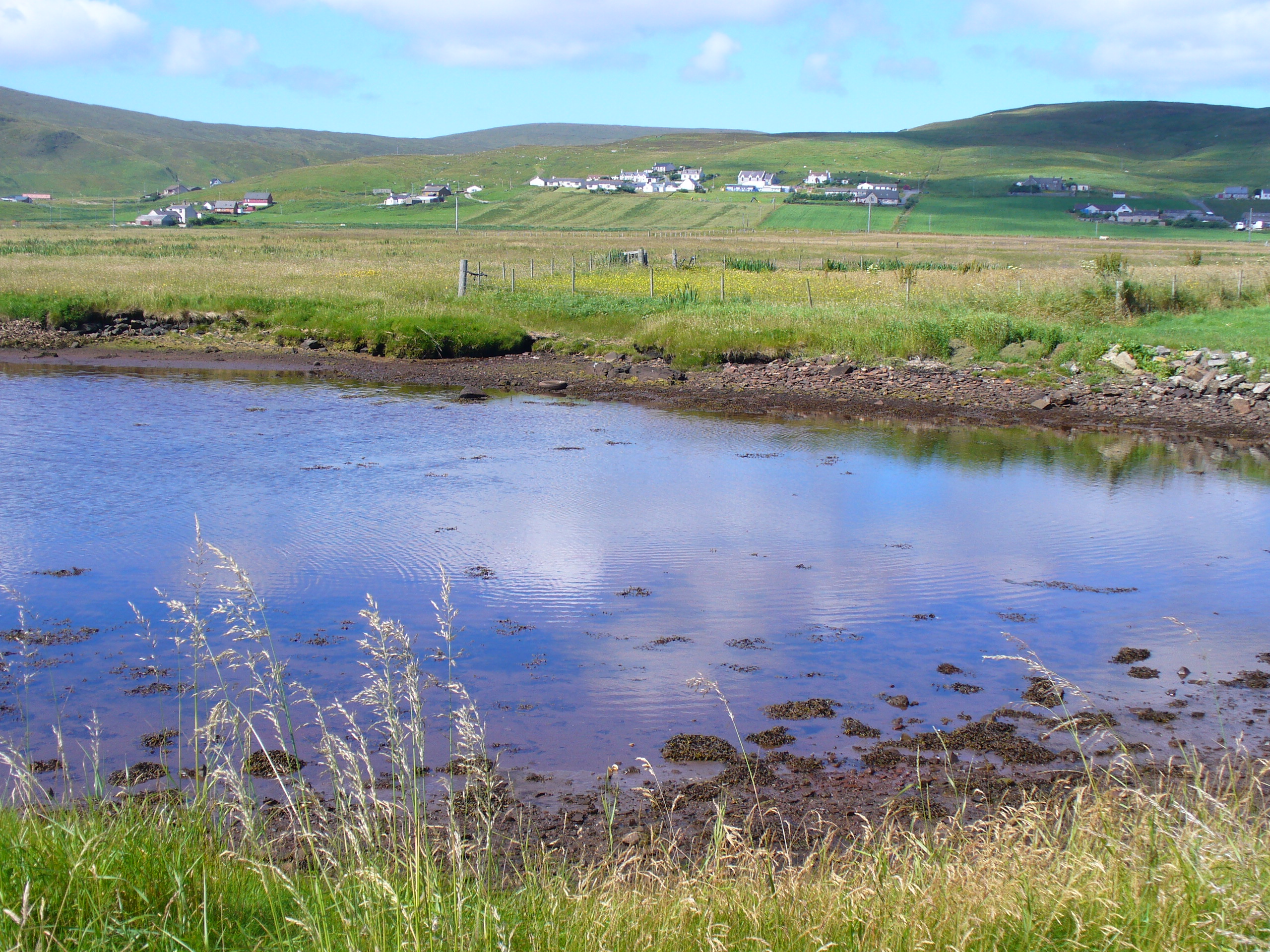
Am oberen Ende der Aith Voe

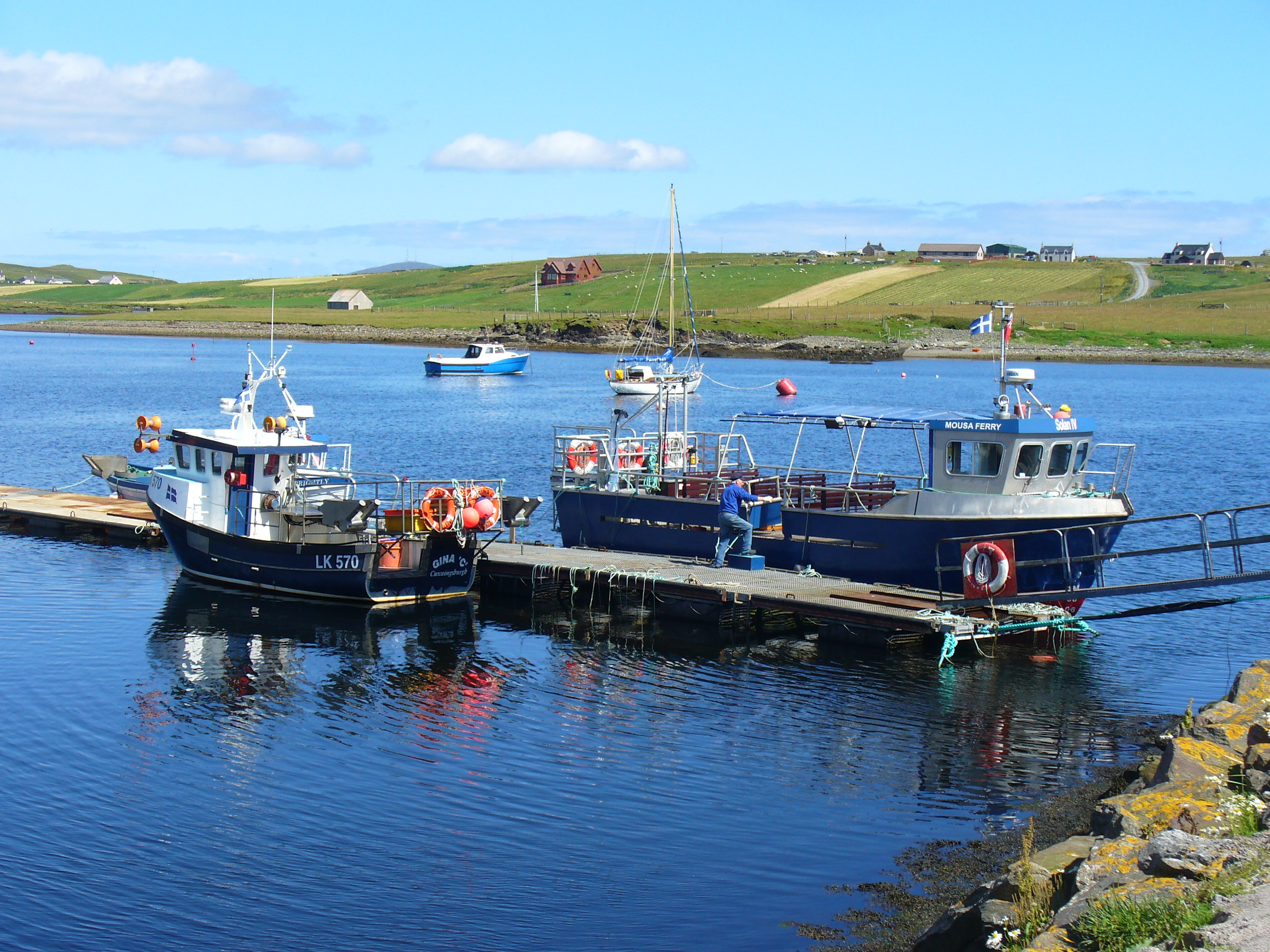
Die Fähre nach Mousa

Die Aith Voe ist eine Meeresbucht (Voe), die im Südosten der zu Schottland zählenden Shetlands liegt.

## Geographie
Die Aith Voe ist eine kurze Bucht, die an der östlichen Küste der Insel Mainland liegt. Es gibt hier zwei Häfen am Ufer, ein Pier im Westen, wo auch eine Fähre zur Insel Mousa ablegt, sowie im Osten, zu Füßen der Ortschaft Greenmow, eine Marina. Die nächste größere Ortschaft ist Cunningsburgh im Nordwesten.

## Historisches
Im Rahmen der historischen Gliederung Schottlands in Civil Parishes zählt die Aith Voe zu Dunrossness.